# Gemeindeberg (Markt Berolzheim)
Der Gemeindeberg  ist ein etwa 625 m ü. NHN hoher Berg des Hahnenkamms, einem Höhenzug des Mittelgebirges Fränkische Alb. Er liegt im Gemeindegebiet von Markt Berolzheim im mittelfränkischen Landkreis Weißenburg-Gunzenhausen. Der bewaldete Berg gehört zu den höchsten Gipfeln des Hahnenkamms und des Landkreises.

## Geographie

### Lage
Der Gemeindeberg erhebt sich im Naturpark Altmühltal im Berolzheimer Wald. Sein Gipfel liegt 2,8 km westsüdwestlich des Kernorts der Gemeinde Markt Berolzheim. Um die Gipfelregion herum führt die Gemeindegrenze von Meinheim im Norden und Westen, dessen Kernort 3 km nördlich des Gipfels liegt, und Heidenheim im Süden, dessen Kernort sich 5 km westnordwestlich befindet. Entlang der West- bis Südwestflanke breiten sich die Heidenheimer Ortsteile Degersheim und, an der Rohrach (Östliche Rohrach) gelegen, Rohrach aus, und auf der Nordflanke liegt der Meinheimer Ortsteil Oberweiler. Am Nordostrand der Gipfelregion liegt ein trigonometrischer Punkt (⊙) auf 622,8 m Höhe. Nach Süden leitet die Landschaft oberhalb der 600-m-Höhenlinie Süden zur Nachbarerhebung Steinbühl (632,1 m) über.

### Naturräumliche Zuordnung
Der Gemeindeberg gehört in der naturräumlichen Haupteinheitengruppe Fränkische Alb (Nr. 08), in der Haupteinheit Südliche Frankenalb (082) und in der Untereinheit Altmühlalb (082.2) zum Naturraum Hahnenkammalb (082.20).

## Schutzgebiete
Auf dem Gemeindeberg liegen Teile des Landschaftsschutzgebiets Schutzzone im Naturpark Altmühltal (CDDA-Nr. 396115; 1995 ausgewiesen; 1632,9606 km² groß) und des Fauna-Flora-Habitat-Gebiets Trauf der südlichen Frankenalb (FFH-Nr. 6833-371; 43,2442 km²). Nahe gelegene Naturschutzgebiete sind Steinerne Rinne bei Wolfsbronn (CDDA-Nr. 82630; 1937; 6,53 ha) im Westnordwesten und Buchleite bei Markt Berolzheim (CDDA-Nr. 162621; 1981; 31,13 ha) im Osten.